# Crimson Glory
Crimson Glory est un groupe de metal progressif américain, originaire de Sarasota, en Floride. Il est initialement formé en 1979 sous le nom de Pierced Arrow (puis sous Beowulf). La formation actuelle comprend les guitaristes Jon Drenning et Ben Jackson, le bassiste Jeff Lords, et le batteur Dana Burnell.
Pionniers du mouvement metal progressif, Crimson Glory se popularise dans les années 1980 et devient l'un des « piliers du metal progressif » avec Queensrÿche, Dream Theater, Fates Warning et Watchtower, qui ont contribué au développement du genre. Crimson Glory compte au total quatre albums et un EP. Ils se séparent en 1992, mais se réunissent six ans plus tard.

## Biographie

### Débuts (1979–1987)
Crimson Glory est formé à Sarasota, en Floride, en 1979 sous le nom de Pierced Arrow, puis sous Beowulf. La formation de Pierced Arrow comprend Tony Wise au chant, Bernardo Hernandez et Ben Jackson à la guitare, Glen Barnhardt à la basse, plus tard remplacé par Jeff Lords, et Dana Burnell à la batterie. Hernandez et Lords sont remplacés par Chris Campbell et John Colemorgan, respectivement, à la fin de 1981 ou au début de 1982. En 1983, le groupe change de bassiste, guitariste et chanteur. Lords se joint au groupe, Chris Campbell est remplacé par Jon Drenning, et Tony Wise par Mark Ormes. Plus tard, Mark Ormes quitte le groupe, qui recrute un vieil ami de Jeff Lords, John Patrick McDonald (plus tard renommé Midnight). Ils changent ensuite de nom pour Crimson Glory,,.
Après quatre ans de répétitions, ils publient leur album, éponyme, produit par Dan Johnson, au label Par Records en 1986,. Il sera plus tard réédité au label Roadracer Records (futur Roadrunner Records). Le groupe jouera aussi au 1987 Hammersmith Odeon. Crimson Glory s'identifie facilement des autres groupes de metal en portant des masques d'argent en métal qu'ils gardaient sur scène, pendant des séances de photos ou en public. Le masque du chanteur Midnight ne recourait qu'une partie de son visage.

### Transcendence(1988–1989)
Leur album qui suit, Transcendence, est publié au label Roadrunner Records en Europe et sur MCA Records aux États-Unis. Il comprend la chanson Lonely, qui est leur premier hit-single et clip. Transcendence marque les débuts du genre, souvent cité comme l'un des meilleurs albums de metal progressif de tous les temps, des meilleurs albums de la décennie, et un album qui inspirera des groupes comme Cage, Triosphere et Rhapsody of Fire,,,.
Le groupe tourne plus tard en Amérique du Nord, en Europe et au Japon avec les groupes Metallica, Ozzy Osbourne, Queensrÿche, U.D.O., Doro, et Anthrax. Ils font leur plus grande apparition au Metal Hammer Festival à Dortmund, en Allemagne, devant plus de 20 000 spectateurs au printemps 1990. Pendant leur tournée pour Transcendence, ils jouent devant 5 000 spectateurs du Manatee Civic Center à Bradenton, Floride le 2 septembre 1989. Ce concert est diffusé à la radio locale Z Rock. Ils prévoyaient en faire un DVD. Le groupe joue In Dark Places aux Tampa Bay Music Awards en 1989, et sont nommés pour trois catégories. À la fin de la tournée, le batteur Dana Burnell et le guitariste Ben Jackson décident de quitter le groupe. Ben Jackson formera plus tard Parish, et publiera un album en 1995.

### Strange and Beautifulet pause (1990–1996)
Burnell sera remplacé par Ravi Jakhotia en 1991, qui amènera un son plus « tribal » au groupe. Leurs futures chansons seront plus orientées hard rock et inspiré du groove. Cette formation signe au label Atlantic Records et publie son troisième album, Strange and Beautiful. Avant le début de la tournée, le chanteur Midnight quitte le groupe et se retire de la musique pendant une décennie. Le guitariste Jon Drenning recrute le chanteur David Van Landing pour une brève tournée américaine. Leur plus grand concert s'effectue en fin d'année à Los Angeles, en Californie, au Concrete Foundations Forum avec Ozzy Osbourne, Soundgarden et Alice In Chains,.
Même si le groupe se sépare en 1992, Drenning, Lords, Landing et Jakhotia restent ensemble pendant quelques années sous le nom de Erotic Liquid Culture. Ils publient un album en 1996,. Le style musical est le même que pendant la période Strange and Beautiful. Drenning, Lords et Jakhotia ont également un projet commun avec Billy Martinez, appelé Crush, avec qui ils publieront un album sous Paradigm Records en 1995.

### Retour,Astronomicaet pause (1997–2004)
À la fin de 1996, Drenning et Lords décident de reformer Crimson Glory. Ils contactent Midnight, qui n'est ni intéressé, ni en capacité physique d'enregistrer un album avec le groupe. Ils contactent alors Wade Black (du groupe Lucian Blaque) et le batteur de Savatage : Steve Wacholz. Ben Jackson les rejoint après la séparation de son groupe Parish. Cette incarnation du groupe publiera Astronomica en 1999 après des reports de dates dû à un vol de cassettes. Astronomica compte plus de 30 000 exemplaires vendus en Europe pendant les quelques premières semaines après sa sortie..
Ils jouent ensuite en Floride et tournent aux Pays-Bas, en Allemagne et en France avec Vanden Plas, et en Belgique et en Grèce avec Kamelot et Evergrey. Des problèmes font surface après leur tournée américaine, et décident de se séparer.

### Projets parallèles (2001–2004)
En mars 2001, Wade Black et Ben Jackson lancent un projet appelé Sector 9 avec le batteur Jesse « Martillio » Rojas et le bassiste Chris Baylor. En juillet 2001, Ben Jackson quitte le groupe pour se consacrer à sa carrière solo. Jesse Martillo et Chris Baylor partiront aussi. Baylor se joint au Ben Jackson Group et publie un album en 2001. Wade Black chantera pour Seven Witches en 2000, Leash Law en 2004 et Leatherwolf en 2006,,.
Entretemps, Midnight collabore avec le guitariste Luca Turilli de Rhapsody. Il travaille plus tard sur une démo cassette intitulée Songs from the Attic. Il demande à ses fans via Blabbermouth si cela en vaudrait la peine de la publier en mp3 plutôt qu'en CD,. La démo est repoussée à deux reprises, dont une fois à cause d'une panne d'électricité causée par les attentats du 11 septembre. Le titre change plus tard pour M et est finalement publié le 30 novembre en EP,,,,. En travaillant sur un EP, Midnight se joint à l'ancien guitariste d'Atheist, Rand Burkey. Ils travailleront sur un album intitulé Cookooflower.
En mars 2002, Ben Jackson joue deux concerts au Clubhouse Lounge de Keegan à Sarasota où il joue toutes les chansons de son album solo Here I Come. Burnell, Lords et Black assisteront au concert, à l'exception de Midnight. Dans le même temps, le site web de Midnight est mis hors-ligne par son webmaster à cause d'un manque de motivation musicale de la part de Midnight,. Un mois plus tard, son site est remis en ligne sous un nouveau domaine. En juin, Wade Black quitte Seven Witches et forme un nouveau groupe avec les anciens membres de Nocturnus, Mike Davis et Emo Mowery, appelé Tiwanaku. Il reforme aussi son ancien groupe Lucian Blaque. Wade participe à l'album solo de Rick Renstrom.
Ben Jackson Group joue en 2002 aud Diamond Awards Show au Club Diamonds de Bradenton. Jackson et Midnight jouent une session acoustique en 2004. Ils sont invités au ProgPower V Festival, mais pas pour y jouer. Ben sera aussi invité pour jouer avec Kamelot. En décembre, Midnight signe avec le label Black Lotus Records pour publier son premier album solo, Sakada.

### Retour et nouvelle pause (2005–2009)
En mars 2005, le groupe annonce le retour de sa formation d'origine. L'écriture de leur cinquième album, Metatron, Lucifer and the Divine Chaos (plus tard rebaptisé Divine Chaos) commence. Le label de heavy metal grec Black Lotus Records se prépare à publier le DVD de leur concert en 1989 au Manatee Civic Center de Bradenton, accompagné de vidéos bonus du Transcendence Tour et d'une réédition de leurs deux premiers albums dans un coffret intitulé Valley of Shadows - Kingdoms of Light,. Midnight annonce qu'il pourrait possiblement chanter sur l'album mais n'ira pas en tournée avec le groupe,.
En avril 2006, le groupe confirme la participation de Midnight au chant de leur nouvel album, la réédition des morceaux vocaux pour Astronomica et leur tournée avec lui,. Le 1er mai, le groupe confirme sa venue au Rockwave Festival en Grèce. Quelques jours plus tard, ils annoncent le dépôt de bilan de leur label Black Lotus Records,. Après leur concert en Grèce, ils prévoient de tourner en Europe,. En septembre, Drenning, Burnell, Lords et Jesse Rojas, jouent comme invités avec Ben Jackson Group au concert de Kamelot,,.
Le 22 janvier 2007, Midnight est arrêté, accusé d'avoir conduit sous l'emprise de stupéfiants et d'alcool. Quatre jours plus tard, le groupe se sépare de Midnight. Wade Black, quittera peu avant Leatherwolf, se joint de nouveau au groupe,. Ils jouent deux concerts en Floride avec Vicious Rumors et au Bay Area Rock Fest,. Ils se mettent en pause indéfinie,.

### Dernières activités (depuis 2009)

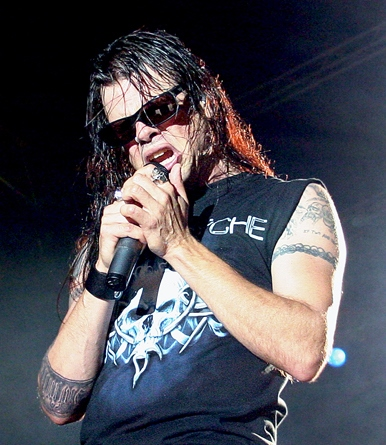
Todd La Torre, chanteur du groupe entre 2010 et 2012.

Le 8 juillet 2009, à l'hôpital avec sa famille, ses amis et ses compagnons de groupe à ses côtés, l'ancien chanteur Midnight meurt à 3 h 30 à cause d'un cancer de l'estomac,. En mémoire de leur ami disparu, Midnight, le groupe joue un concert en son hommage, au ProgPower d'Atlanta, en Géorgie. Le concert fait participer Lance King de Pyramaze, Nils K. Rue de Pagan's Mind, Chris Salinas de Zero Hour, Ronny Monroe de Metal Church, Andy Franck de Brainstorm, Sean Peck de Cage, Danilo Herbert de Mindflow, Joakim Brodén de Sabaton, Michael Eriksen de Circus Maximus, Rob Rock, Mark Boals de Royal Hunt, Clay Barton de Suspyre, Kelly Sundown de Beyond Twilight et l'ancien membre de Crimson, David Van Landing,. Quelques semaines avant le concert, le guitariste de Jon Oliva's Pain, Matt LaPorte, présente Todd La Torre au groupe qu'ils ajoutent au ProgPower X.
En mai 2010, le groupe annonce Todd La Torre comme nouveau chanteur. La Torre fait sa première apparition en tant que membre à plein temps de Crimson Glory au Pathfinder Metal Fest de Marietta, en Géorgie, le 30 octobre 2010. Batteur de 24 ans membre de plusieurs groupes de hard rock et heavy metal de Tampa Bay, il n'a jamais vraiment cherché à devenir chanteur d'un groupe. En mai 2012, La Torre se joint à Queensrÿche pendant deux concerts sous le nom de Rising West. La Torre sera plus tard membre officiel de Queensrÿche. En 2011, pour célébrer le 25e anniversaire de leur premier album, le groupe tourne en Europe, jouant aux Pays-Bas aux festivals Keep It True XIV et Bang Your Head !!! en Allemagne, en Suisse, au Karmøygeddon en Norvège et en Belgique,,,.
Le groupe annonce travailler sur un nouvel album, et publie une démo intitulée Garden of Shadows. Cependant, en 2013, le chanteur Todd La Torre se sépare de Crimson Glory. Il révèle que le groupe souffrait d'une trop longue période d'inactivité. Le groupe ne donnera plus de nouvelles depuis.

## Membres

### Membres actuels
- Jon Drenning - guitare (depuis 1982)
- Ben Jackson - guitare (1982-1990, depuis 1999)
- Jeff Lords - basse (depuis 1982)
- Dana Burnell - batterie (1986-1990, depuis 2005)

### Anciens membres
- Midnight - chant (1986-1991, 2005-2007 ; décédé en 2009)
- Wade Black - chant (1999-2000, 2007-2010)
- Jesse Rojas - batterie (sur la tournée Astronomica de 2000), percussions, chant (sur la tournée 2006-2007)
- Steve Wacholz - batterie (1999 ; n'a joué sur aucun enregistrement, ni en live)
- Ravi Jakhotia - batterie (1991-1992)
- Johnny Zahner - clavier (1989, tournée Transcendence)
- Todd La Torre - chant (2010-2012)

### Membre live
- David Van Landing - chant (1991-1992, tournée Strange and Beautiful ; décédé en 2015)

## Discographie
- 1986 : Crimson Glory
- 1988 : Transcendance
- 1991 : Strange and Beautiful
- 1999 : Astronomica